# Подлужье (Днепропетровская область)
Подлужье (укр. Підлужжя) — село,
Першотравенский сельский совет,
Верхнеднепровский район,
Днепропетровская область,
Украина.
Код КОАТУУ — 1221087503. Население по переписи 2001 года составляло 425 человек.

## Географическое положение
Село Подлужье находится между двух русел реки Самоткань,
выше по течению на расстоянии в 0,5 км расположено село Перше Травня,
ниже по течению примыкают город Верхнеднепровск и село Пушкарёвка,
на противоположном берегу — село Тарасовка.
Через село проходит автомобильная дорога Н-08.